# The Adventures of Dollie
The Adventures of Dollie és una pel·lícula muda de la Biograph dirigida per D.W. Griffith i protagonitzada per Arthur V. Johnson i Linda Arvidson entre d'altres. La pel·lícula, que va constituir l'estrena de Griffith com a director es va estrenar el 14 de juliol de 1908. El 2018 es va endegar un projecte per a la seva restauració.

## Argument
Una parella amb la seva filla Dollie estan passejant pel bosc i s'aturen davant d'un riu a veure com uns nois estan pescant. L'home s'allunya breument i en aquell moment apareix un gitano que intenta vendre cistells a les dones. Aquestes refusen i aleshores quan l'home vol robar la bossa de la mare és atrapat. El gitano es comença a discutir amb la dona i en aquell moment torna el marit que el fa fora a cops. L'altre des de lluny jura venjar-se, torna amb la seva dona i la seva caravana i planeja raptar la nena. Segresta la noia i l'amaga dins un barril que poa a la seva caravana. S'allunya i en el moment d'intentar travessar el riu el barril cau a l'aigua i se l'enduu el corrent fins a arribar a una cascada. Sortosament, abans que caigui avall es recollit pel parell de nois que estaven pescant. Els nois alliberen la noia que es pot abraçar al seu pare que ha arribat en aquell moment a ajudar els nois.

## Repartiment
- Arthur V. Johnson (el pare)
- Linda Arvidson (la mare)
- Gladys Egan (Dollie)
- Charles Inslee (el gitano)
- Madeline West (la gitana)
- Mrs. George Gebhardt